# Macinhata da Seixa
Macinhata da Seixa is een plaats (freguesia) in de Portugese gemeente Oliveira de Azeméis en telt 1446 inwoners (2001).